# İbrahim Kaş
İbrahim Kaş (Karabük, 20 september 1986) is een
Turkse voetballer. De verdediger staat sinds 2011 onder contract bij Bursaspor, dat het gedurende het seizoen 2011/12 verhuurd aan Mersin Idman Yurdu.
Voordien speelde İbrahim Kaş bij Beşiktaş, Kocaelispor en Getafe CF.